# David Trapp
David Trapp (5 agosto 1981) è un ex calciatore beliziano, di ruolo centrocampista.

## Caratteristiche tecniche
Può giocare come centrocampista difensivo o come centrocampista offensivo.

## Carriera

### Club
Gioca dal 2003 al 2004 al Belmopan Bandits. Nel 2004 si trasferisce al Kulture Yabra. Nel 2006 viene acquistato dal Santel's Santa Elena. Nel 2007 passa al Revolutionary Conquerors. Nel 2009 gioca al San Pedro Bullsharks. Nel 2010 si trasferisce al Belize Defence Force. Nel 2012 viene acquistato dal Belmopan Bandits.

### Nazionale
Ha debuttato in Nazionale l'8 febbraio 2007, in El Salvador-Belize (2-1). Ha partecipato con la propria Nazionale alla CONCACAF Gold Cup 2013. Ha collezionato in totale, con la maglia della Nazionale, 14 presenze.